# Ribeira Grande de Santiago
Pour les articles homonymes, voir Ribeira Grande.
La municipalité de Ribeira Grande de Santiago est une municipalité (concelho) du Cap-Vert, située au sud-ouest de l'île de Santiago, dans les îles de Sotavento. Son siège se trouve à Cidade Velha, qui portait autrefois le nom de Ribeira Grande, d'où le nom de la municipalité.

## Histoire
Sa création date de 2005, lorsqu'une réforme territoriale l'a détachée de l'ancienne municipalité de Praia.
La vieille ville de Ribeira Grande de Santiago (Cidade Velha) est l'une des plus anciennes colonies européennes d'Afrique subsaharienne. C'était un port important pour la traite négrière de l'Afrique de l'Ouest vers les Amériques. La ville possède de nombreux bâtiments et ruines importants protégés. La ville est inscrite au patrimoine mondial de l'UNESCO depuis 2009.

## Subdivisions
La municipalité est constituée de deux freguesias:
- Santíssimo Nome de Jesus
- São João Baptista

## Population
Lors du recensement de 2010, la municipalité comptait 8 325 habitants.